# Denis Nikisha
Denis Andreïevitch Nikisha (en russe : Денис Андреевич Никиша), né le 7 août 1995, est un patineur de vitesse sur piste courte kazakh.

## Biographie
Il commence le short-track en 2006 à Kostanaï dans le cadre scolaire.
En 2014, après avoir participé aux Jeux olympiques, il se classe sixième du championnat du monde junior.
En 2016, il se classe sixième du 500 mètres aux championnats du monde de patinage de vitesse sur piste courte 2016.
Dans la saison 2016-2017, il remporte une manche de coupe du monde sur le 500 mètres à Minsk et finit deuxième à une autre manche.
Il participe aux Jeux olympiques à nouveau en 2018. La même année, il finit neuvième du classement général aux championnats du monde, avec une cinquième place sur le 1500 mètres.
Le 11 mars 2021, il reçoit le prix de maîtrise du sport de classe internationale du Kazakhstan.
Au cours de la saison de Coupe du monde de patinage de vitesse sur piste courte 2021-2022, il se place deux fois troisième au 500 mètres.